# Zagato
Zagato es una empresa italiana dedicada al diseño y construcción de carrocerías de automóviles radicada en Milán, fundada en 1919 y ligada desde entonces a la familia Zagato de la que tomó el nombre.

## Historia

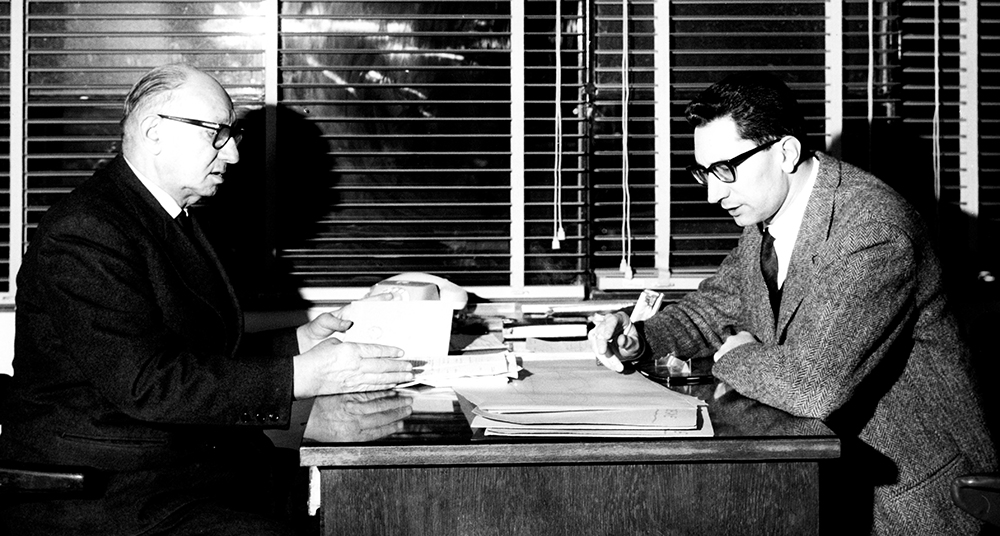
Ugo y Gianni Zagato

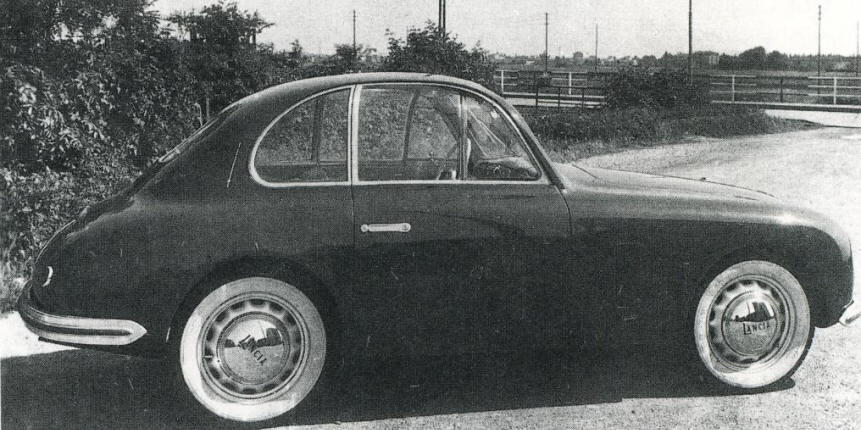
Lancia Ardea Panoramica (1949)

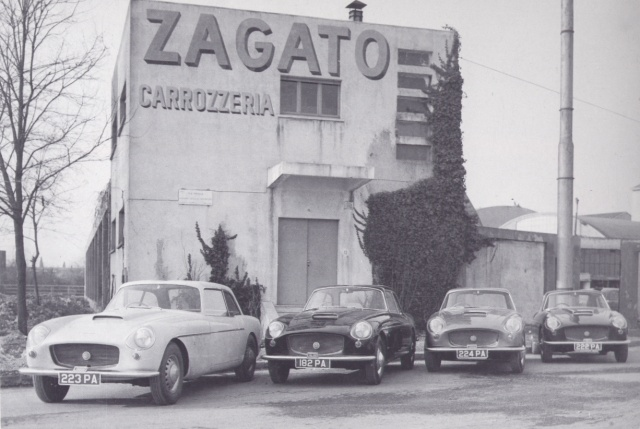
Bristol 406 en el 16 de Vía Giorgina (Milán), sede de Zagato desde 1945 hasta 1960

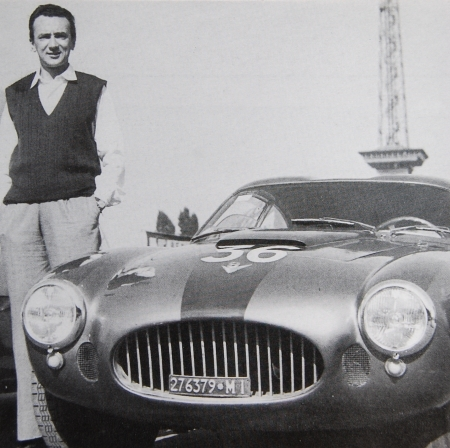
Elio Zagato y un Fiat 8V en 1955

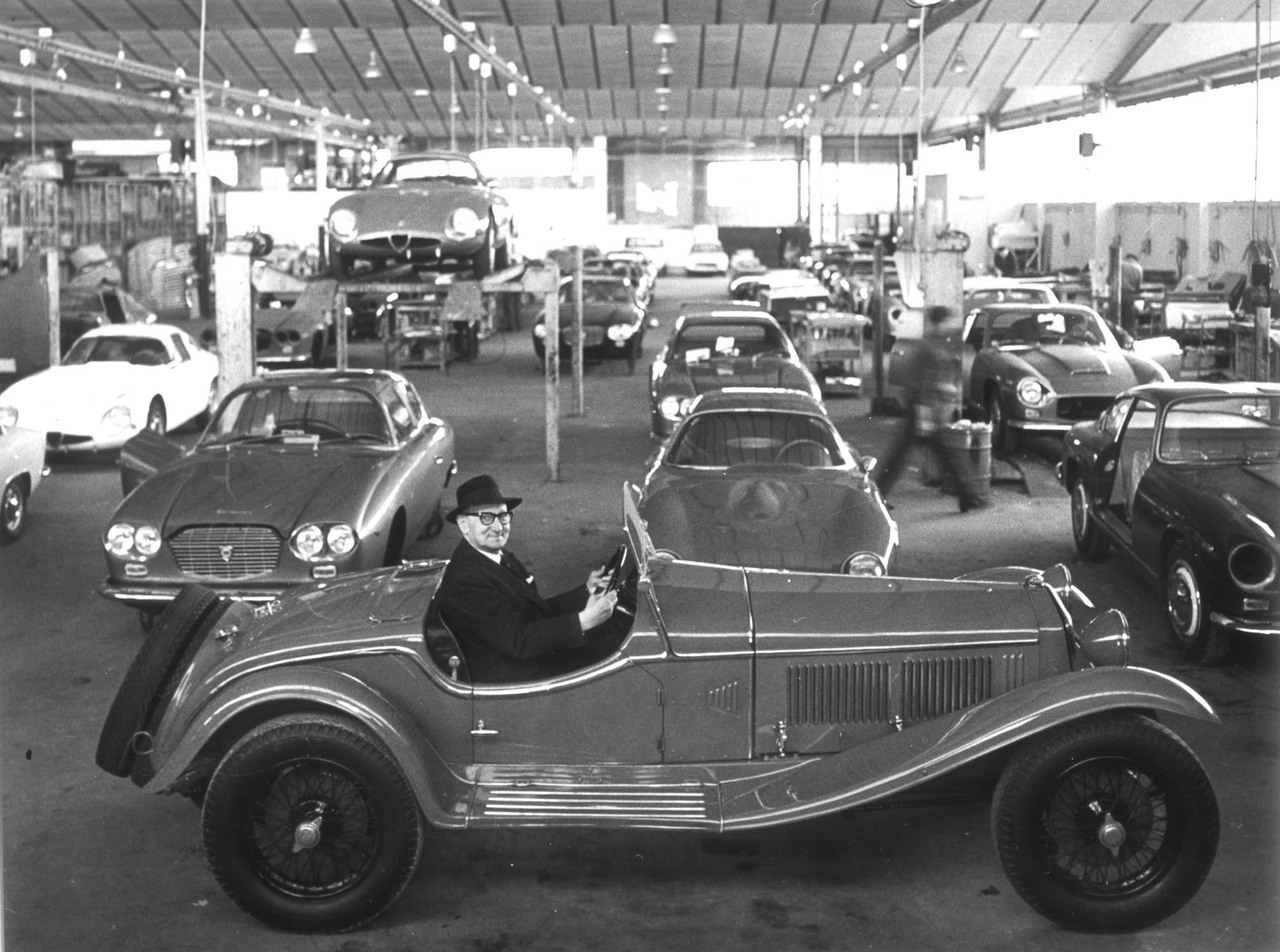
Ugo Zagato posa sobre un Alfa Romeo 6C 1750 GS que él mismo había carrozado años antes (década de 1960)

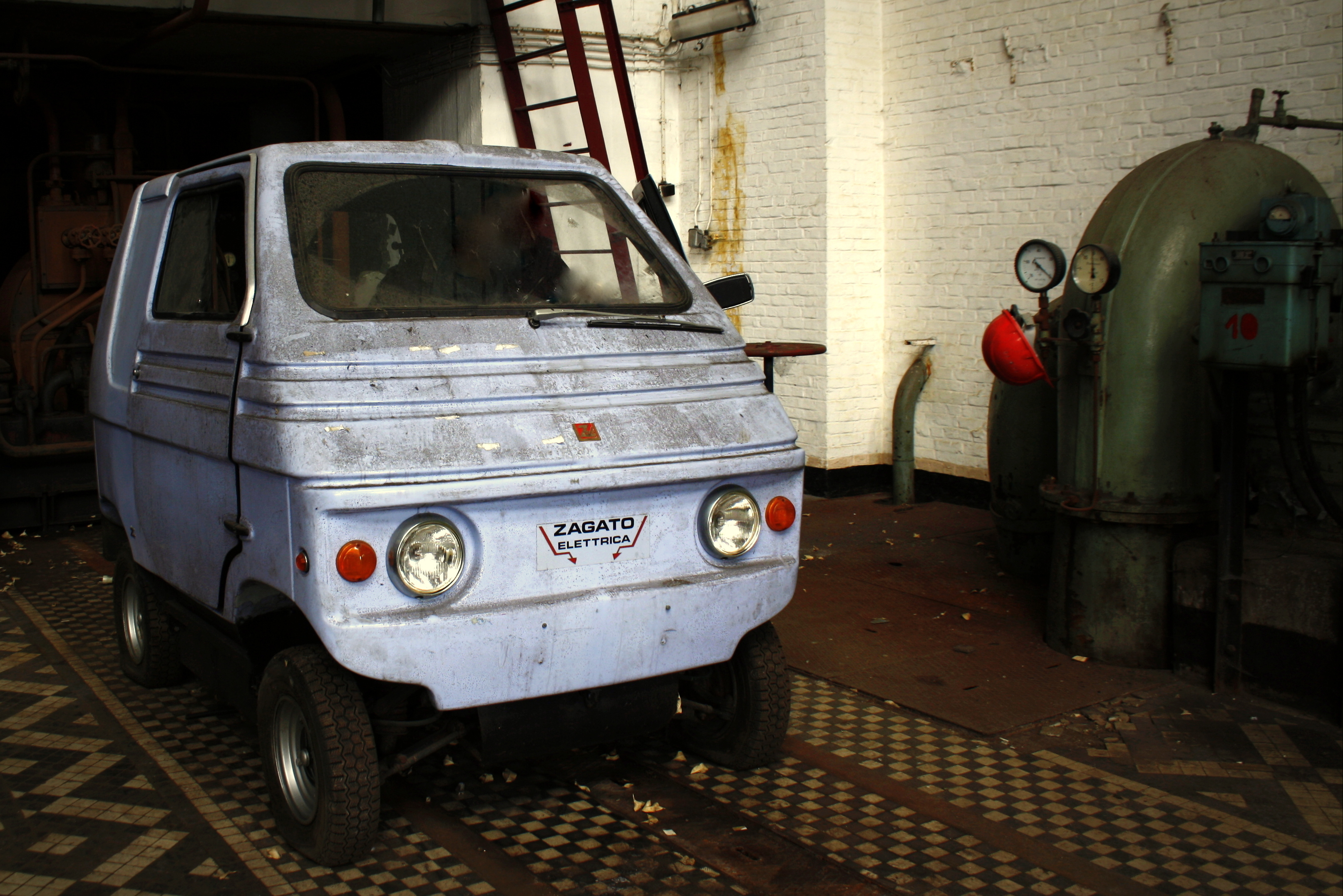
Zagato Zele, microcoche eléctrico

La empresa fue fundada en Milán por Ugo Zagato en 1919, con la intención de trasladar al sector automotriz las nociones de tecnología aeronáutica que había conocido durante la Primera Guerra Mundial cuando había trabajado para la Fabbrica Aeroplani Ing. O. Pomilio.
Su primera carrocería recordaba la forma del fuselaje de un avión, y consistía en un armazón de largueros de madera sobre el chasis de un Fiat 501, denominado "tipo carlinga" por este motivo.

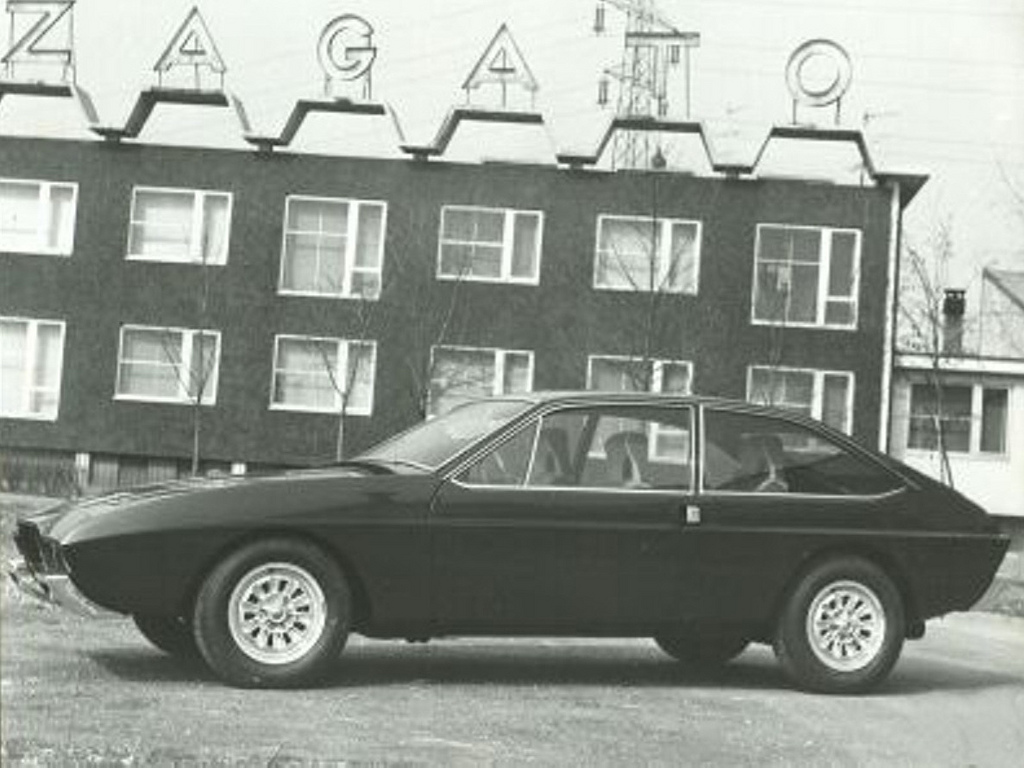
1970 Volvo GTZ

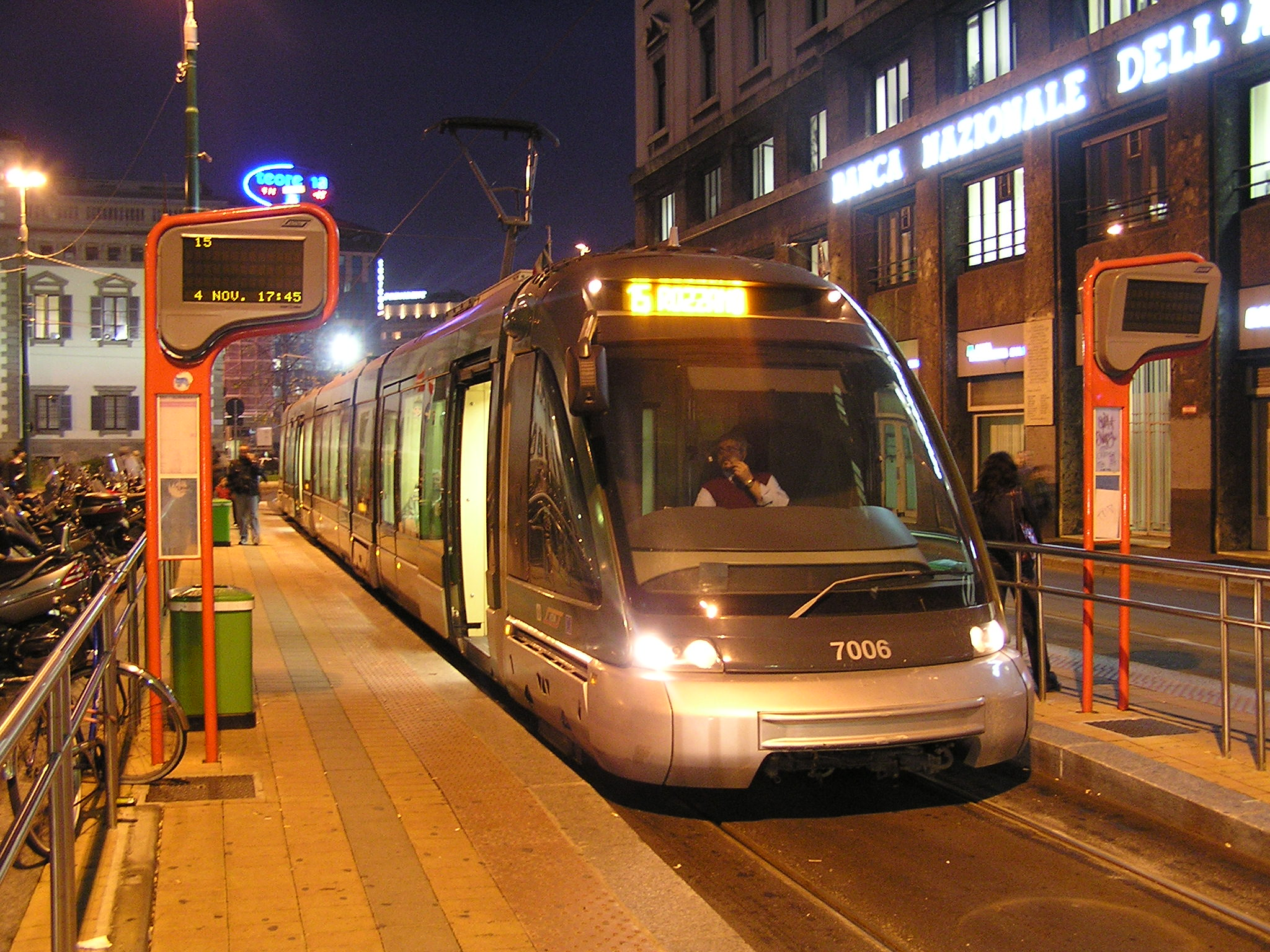
Tram serie 7000 del ATM di Milano, Premio Compasso d'Oro en 2001

Las carrocerías de Zagato se destacaron inmediatamente por su diseño avanzado, ligereza y excelente aerodinámica. La gran intuición de Ugo Zagato, ya en la primera mitad de los años 1920, fue abandonar el uso de estructuras de madera, reemplazándolas por armaduras de acero perfiladas, coronadas por revestimientos ligeros de aluminio.
De sus estudios surgieron versiones especiales de modelos de serie de varios automóviles, muchos de ellos italianos (como Lancia, Maserati o Alfa Romeo) pero también extranjeros (como Aston Martin).
La notoriedad llegó con el Alfa Romeo 6C 1500 SS Compressore y el 6C 1750 Gran Sport ganadores de las Mille Miglia de 1928, 1929 y 1930, y más tarde, en los años treinta, con los numerosos modelos del 8C 2300, también fabricados para la Scuderia Ferrari en una asociación exclusiva.
Después de la Segunda Guerra Mundial, la actividad se reanudó con la serie "Overview" de 1946, diseñada por Luigi Rapi a partir de un proyecto para el Isotta Fraschini Monterosa. El Panoramica (construido sobre la mecánica del Fiat 500 y del 1100, pero también sobre la base del Ferrari 166 y del Maserati A6 1500) era una berlinetta de dos plazas caracterizada por sus grandes acristalamientos (con vidrios adicionales sobre el parabrisas).
El negocio de Zagato tuvo un considerable auge en las décadas de 1950 y 1960, especialmente en el campo de los grandes turismos: Maserati, Lancia, Aston Martin, Abarth o Porsche, sin descuidar su antigua relación con Alfa Romeo, se vistieron con líneas depuradas y aerodinámicas. Una características de los automóviles del taller de carrocería de Milán era el techo de "doble burbuja".
En los años 1970 y 1980, de la mano de Elio Zagato y de su hermano Gianni como director técnico (hijos del fundador Ugo), se construyó el ZELE entre las dos crisis petroleras, el primer coche urbano totalmente eléctrico que se exportó a los Estados Unidos con la marca ELCAR, pero sin dejar de ensamblar carrocerías especiales para Alfa Romeo, Lancia, Maserati, Bristol, Nissan y Aston Martin.
En los años 1990 la empresa pasó a ser dirigida por Andrea Zagato (nieto del fundador) en la histórica sede de Rho, en el interior de Milán: su fábrica ocupa una superficie de 23.000 metros cuadrados, de los cuales 11.000 están cubiertos, donde se montó un moderno Centro de Diseño Total que comienza a interesarse por el diseño industrial, ganando el Premio Compasso d'Oro de 2001 por el diseño del tranvía Eurotram basado en el Bombardier Flexity Outlook. Al mismo tiempo, Zagato volvió a sus orígenes como taller de coches de colección.

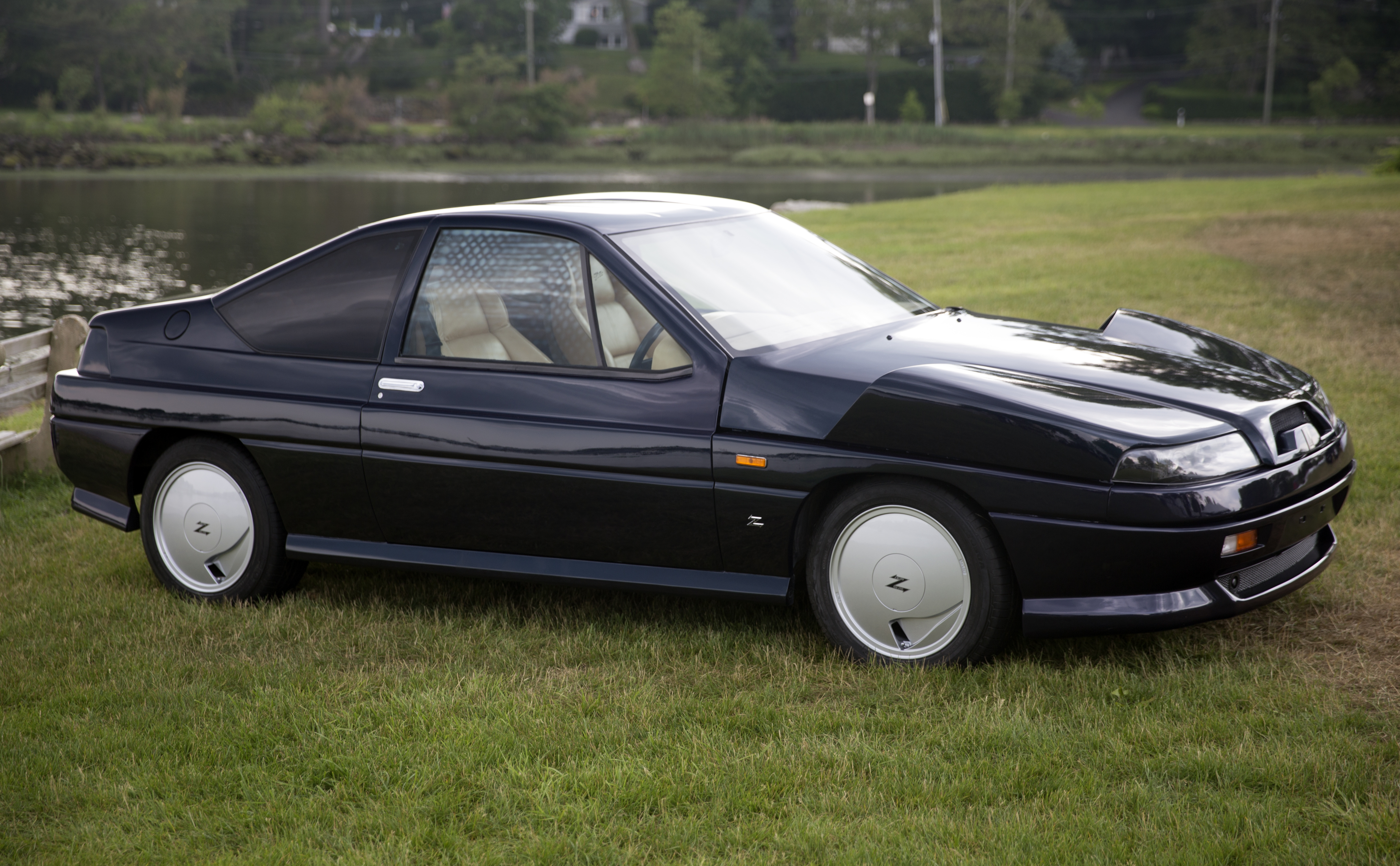
Autech Zagato Stelvio AZ-1

El 25 de septiembre de 2008, la compañía emitió un comunicado afirmando una alianza con Autoline Industries (un proveedor indio de ciertas partes de vehículos para Tata Motors). En realidad, parecía ser una empresa conjunta realizada en previsión del acuerdo FCA-TATA, que no llegó a materializarse. El acuerdo se firmó con la intención de dotar de recursos a la marca italiana, poniendo a disposición de Autoline sus 10 plantas de producción e investigación en la India y los Estados Unidos, además del apoyo de alrededor de 300 diseñadores.
Entre las operaciones de Zagato en la primera década del siglo XXI figuran la presencia en el Salón del Automóvil de Ginebra en 2007, con los prototipos Diatto Ottovù Zagato y Spyker V12 y la innovadora serie de múltiplos de 9 coleccionables para Ferrari y Bentley. En 2010, Zagato celebró el centenario de Alfa Romeo (y sus 90 años de colaboración) presentando el Alfa Romeo TZ3 Corsa, que gana el "premio al concepto de diseño" en el Concurso de elegancia Villa d'Este.
Un año más tarde comenzó la producción de una serie del Alfa Romeo TZ 3 Stradale. En 2012 colaboró con BMW para la realización del prototipo BMW Zagato Coupé, construido sobre la base del BMW Z4 y presentado en Villa d'Este, y lanzó con éxito el Aston Martin Vantage V12 Zagato, ensamblado en las fábricas británicas de Gaydon, con 99 unidades numeradas. En 2015 se presentó en el Salón del Automóvil de Fráncfort un sedán eléctrico diseñado para la empresa taiwanesa Thunder Power, que firmó un acuerdo con Zagato para el desarrollo del diseño tanto exterior como interior, así como para el desarrollo de un futuro crossover eléctrico.
En julio de 2011, se informó que el fabricante de automóviles especializado Coventry Prototype Panels (CPP) había adquirido Zagato, con Vladimir Antonov financiando a CPP y sus adquisiciones recientes, pero que CPP Milan s.r.l. seguiría siendo una empresa independiente. A principios de 2012, CPP Manufacturing fue adquirida por Envisage Group, una empresa de servicios de consultoría en el campo de la ingeniería automotriz con sede en Coventry.
Así mismo, la empresa intervino en otro tipo de proyectos no ligados al mundo del automóvil, como un tren de cercanías eléctrico guiado automatizado para una ciudad en Abu Dabi.
También se presentó la serie Zagato de múltiplos de 9 coleccionables para Lamborghini, Maserati y Porsche. En 2016 Aston Martin lanzó una familia de modelos Zagato (cupé, spider, speedster y shooting brake), ensamblados en Inglaterra y vendidos con éxito en una serie limitada de 99 piezas cada uno. En 2019, se lanzaron 19 pares de autos de colección llamados PAIR y TWIN, ambos basados en Aston Martin, para celebrar el centenario de la fundación de Zagato; y en octubre de 2020 se entregó el primero de los 19 IsoRivolta GTZ.

## Automóviles

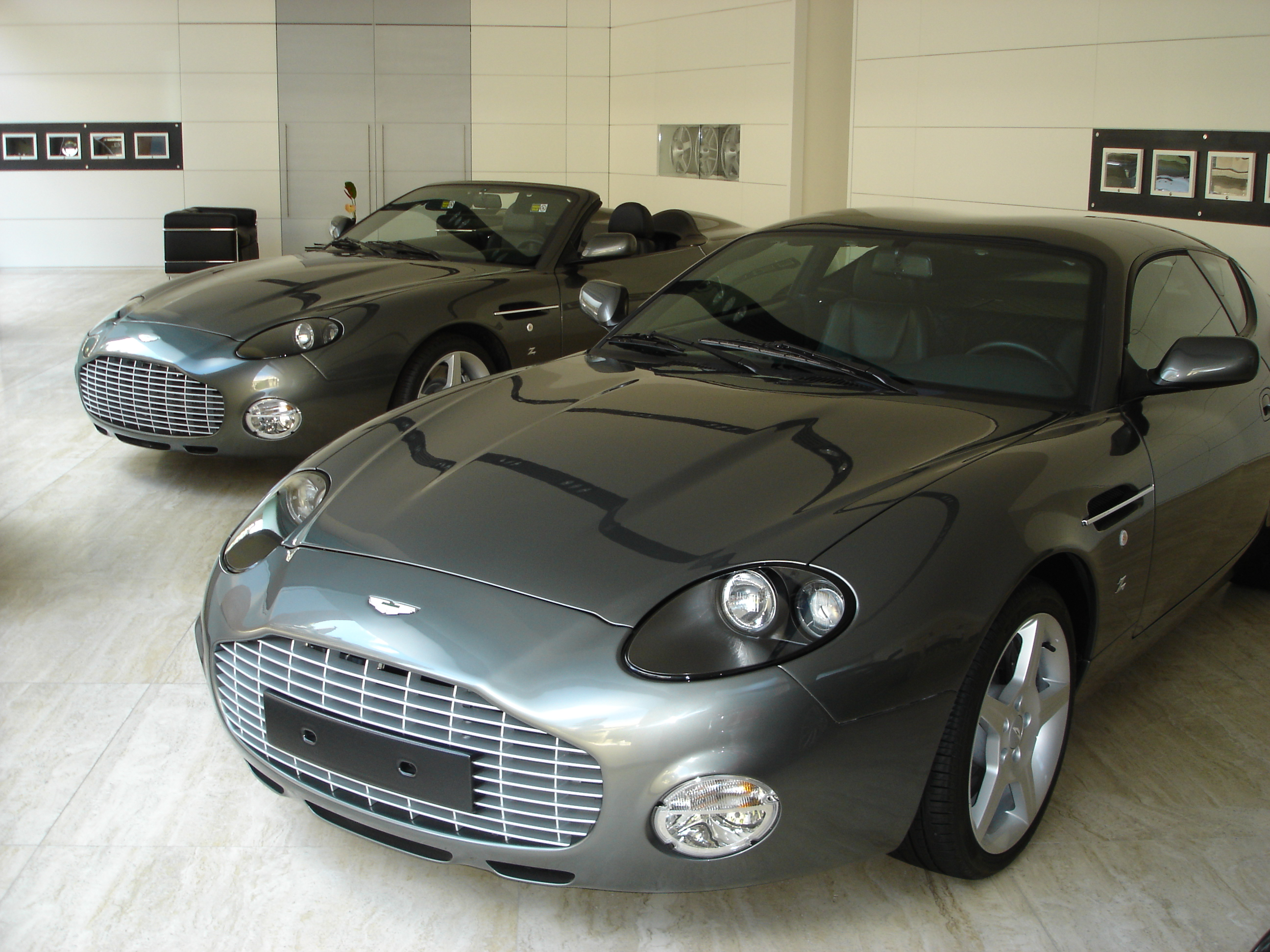
2003 Aston Martin DB7 Zagato Cupé y Roadster

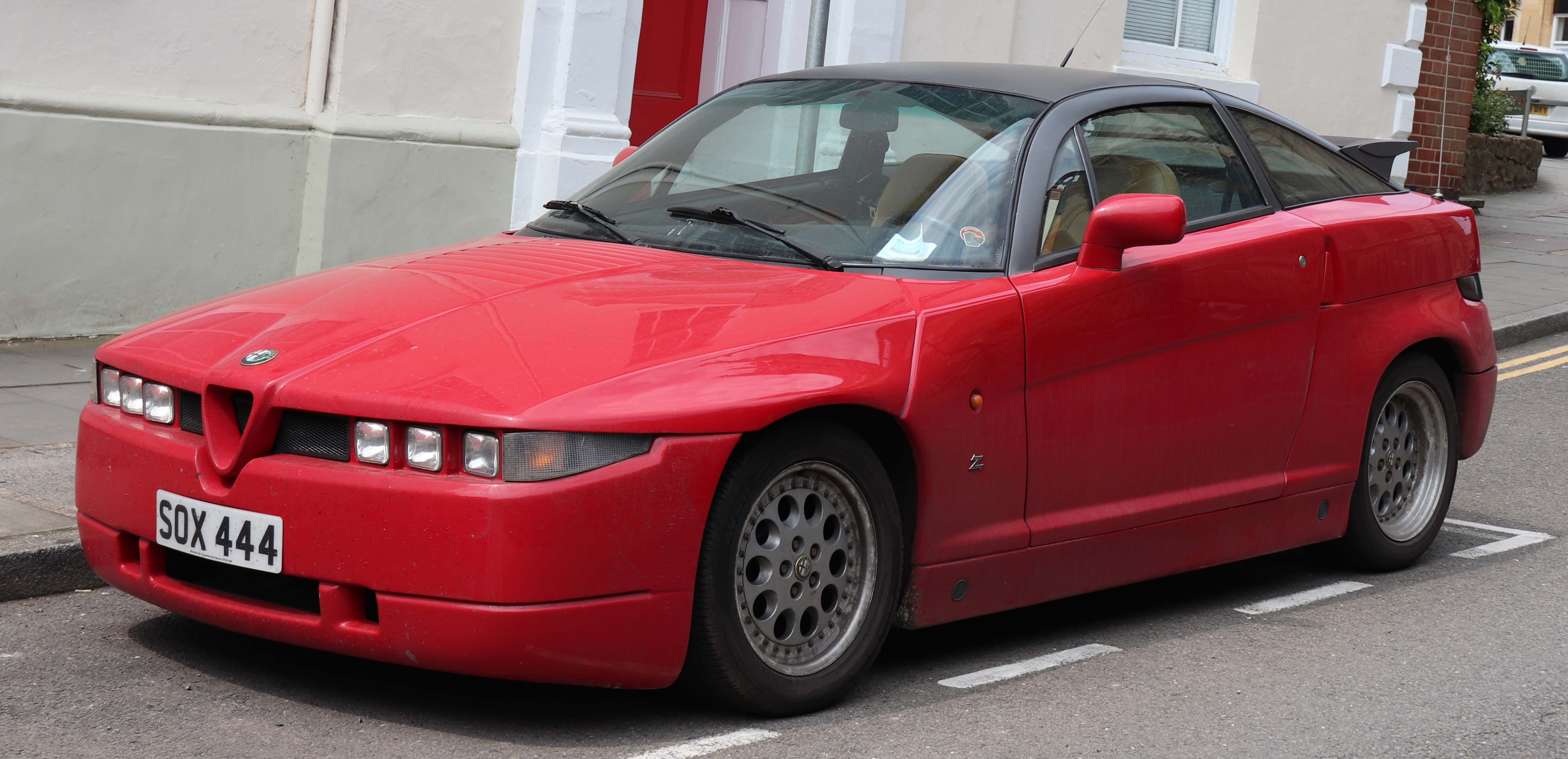
Alfa Romeo SZ (Sprint Zagato)

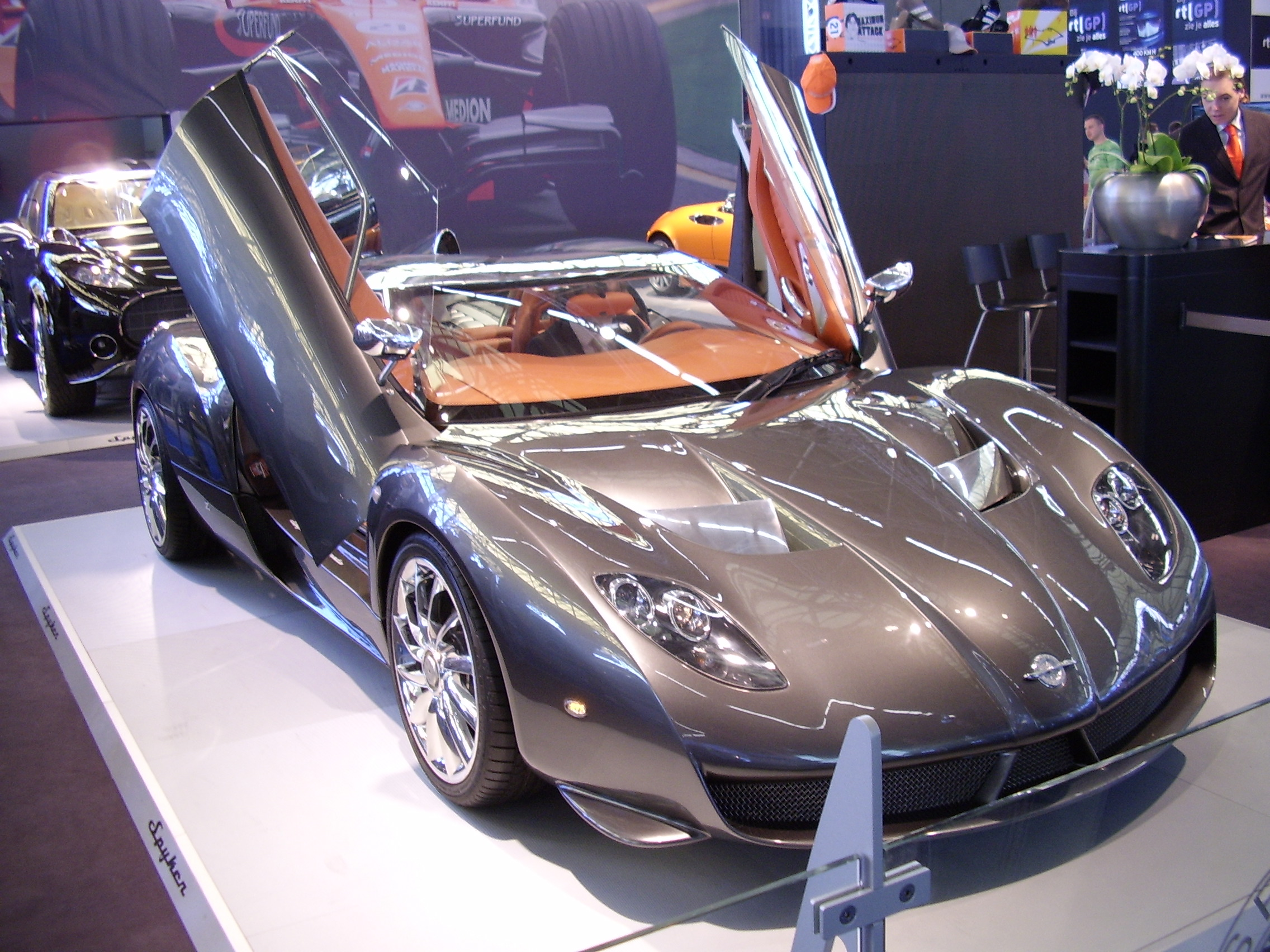
Spyker C12 Zagato

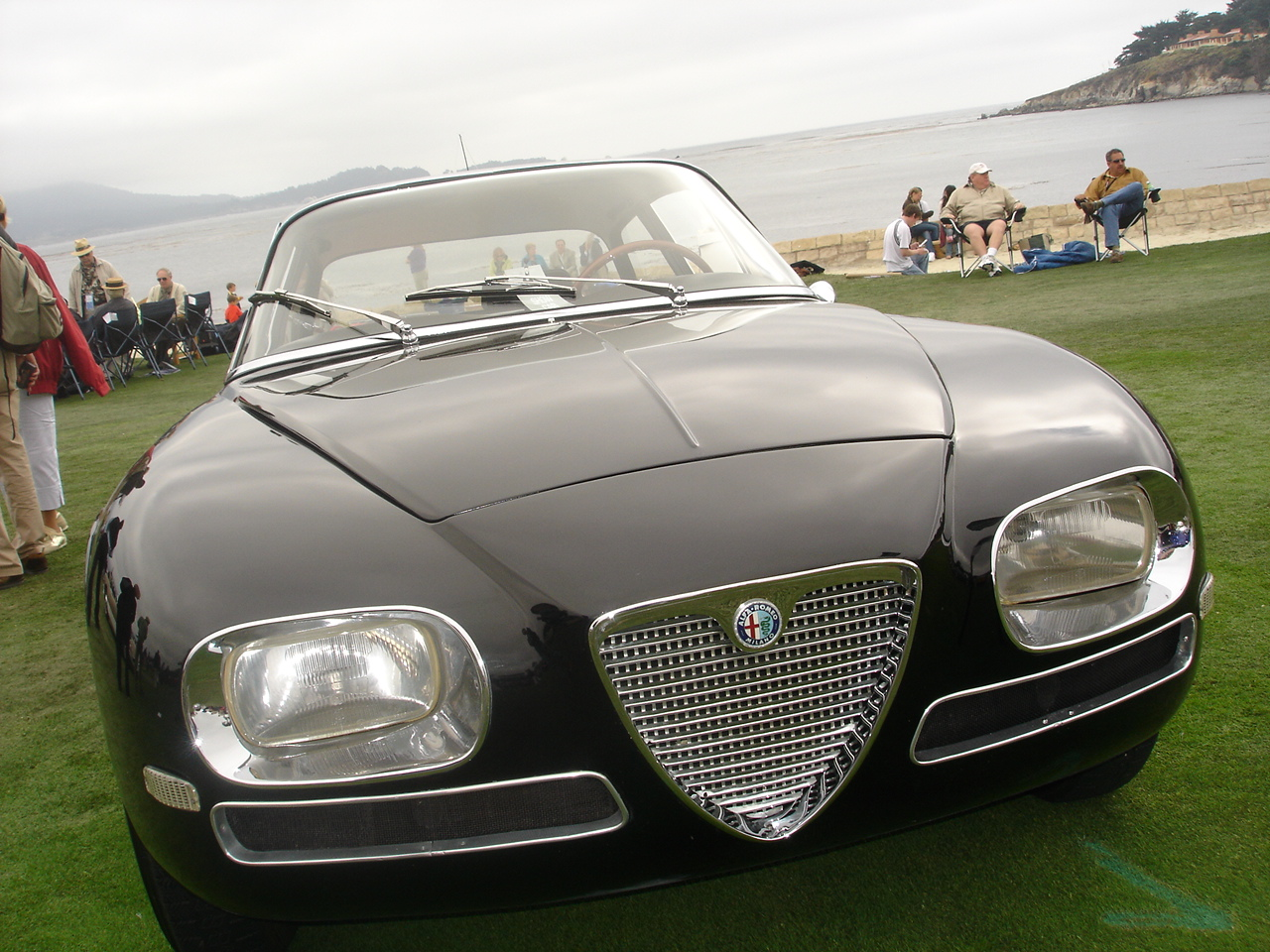
Alfa Romeo 2600 Zagato

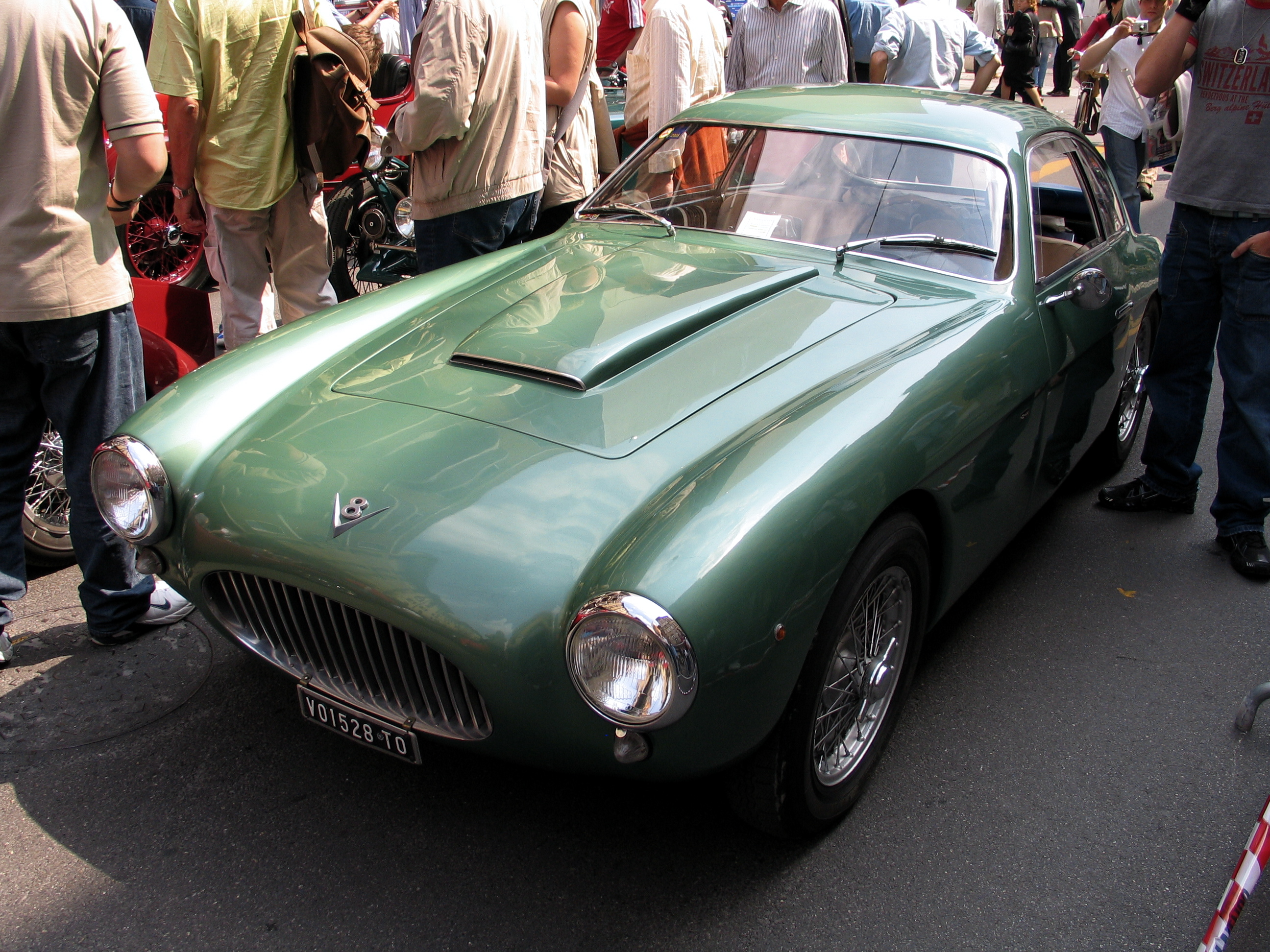
Fiat 8V Elaborata

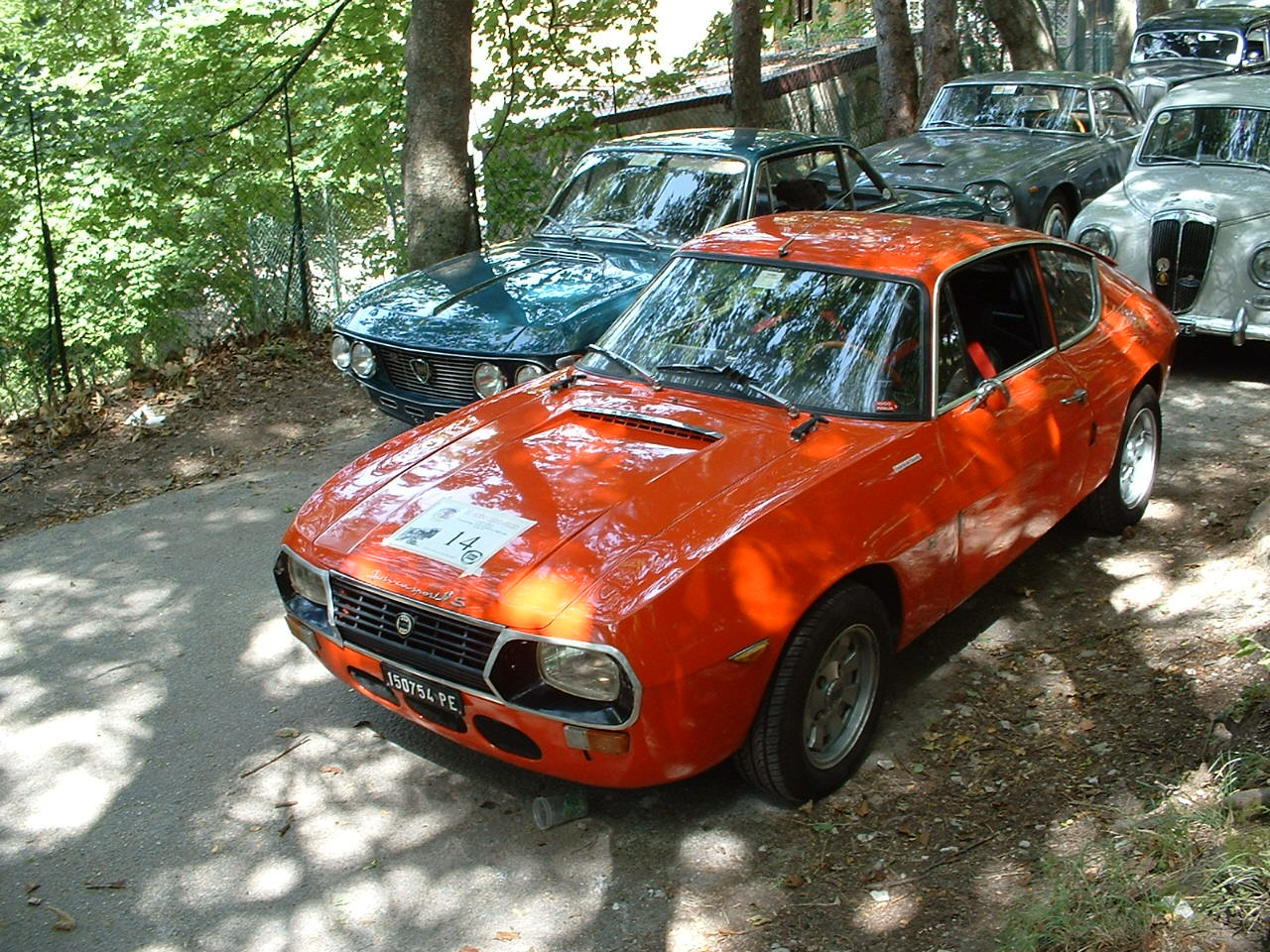
Lancia Fulvia Sport 1.3 Zagato II

Algunos de los coches construidos por el taller de carrocería de Milán:

### Años 1930
- 1929: Alfa Romeo 6C
- 1932: Alfa Romeo 6C
- 1932: Alfa Romeo 8C 2300
- 1937: Alfa Romeo 8C 2900

### Años 1940-1950
- 1949: Maserati A6 1500 Panoramica
- 1950: Fiat 500 C Zagato Panoramica
- 1951: Fiat 1400 Zagato Panoramica
- 1953: Fiat 1100-103

1953: Fiat 8V prima versione
- 1954: Alfa Romeo 1900 Super Sprint

1954: Fiat 1100-103
1954: Jaguar XK 120 Zagato
1954: Moretti 750
- 1955: Bandini GT 750

1955: Lancia Aurelia B20 Zagato
1955: Maserati A6 G/54 2000 mod 1955
- 1956: Abarth 750 Coupé

1956: Fiat 8V ultima versione
1956: Lancia Appia "cammello"
1956: Maserati A6 G/54 2000 mod 1956
- 1957: AC Ace Bristol Zagato
- 1957: Alfa Romeo Giulietta SVZ

1957: Fiat Siata 1250
1957: Lancia Appia GT/GTS
- 1958: Lancia Appia GTE mod 1958/59

1958: Lancia Flaminia Sport

### Años 1960
- 1960: Alfa Romeo Giulietta SZ

1960: Aston Martin DB4 GT
1960: Bristol 406
1960: Lancia Appia GTE mod 1960/61
1960: Osca 1600 GT
- 1961: Lancia Appia Sport (1961)
- 1962: Lancia Flavia Sport[7]
- 1963: Alfa Romeo Giulia TZ
- 1964: Fiat 850 Zagato Coupé Z
- 1965: Alfa Romeo Gran Sport Quattroruote

1965: Alfa Romeo 2600 Sprint Zagato
- 1965: Lamborghini 3500 GTZ Zagato
- 1966: Lancia Fulvia Sport
- 1967: Fiat 125 GTZ
- 1968: Fiat 500 Zagato Zanzara
- 1969: Alfa Romeo GT Junior Zagato 1300

### Años 1970-1980
- 1971: Zagato Milanina
- 1972: Zagato Zele
- 1973: Fiat 132 Zagato Coupé
- 1973: Alfa Romeo GT Junior Zagato 1600
- 1974: Lancia Beta Spider
- 1985: Maserati Biturbo Spider
- 1988: Aston Martin Vantage
- 1989: Alfa Romeo SZ/RZ
- 1989: Autech Zagato Stelvio AZ-1

### Años 1990
- 1992: Alfa Romeo RZ
- 1992: Lancia Hyena
- 1993: Ferrari F.Z.93

1993: Alfa Romeo 155 GTAZ e TI.Z
- 1996: Lamborghini Raptor Zagato
- 1997: Lamborghini L147 Zagato

### Años 2000
- 2002: Aston Martin DB7 Vantage Zagato
- 2003: Aston Martin AR1
- 2004: Aston Martin Vanquish Roadster
- 2005: Lancia Ypsilon Sport Zagato
- 2006: Ferrari Zagato 575 GTZ
- 2007: Ferrari Zagato 550 GTZ
- 2007: Ferrari 599 GTZ Nibbio[8]
- 2007: Maserati GS Zagato
- 2007: Spyker C12 Zagato
- 2007: Diatto Ottovù Zagato
- 2008: Bentley GTZ
- 2009: Zagato Perana Z-One

### Años 2010
- 2010: Alfa Romeo TZ3 Corsa
- 2011: Fiat 500 Coupé Zagato
- 2011: Alfa Romeo TZ3 Stradale
- 2011: Aston Martin V12 Zagato
- 2012: AC 378 GT Zagato
- 2012: BMW Zagato Coupé
- 2012: BMW Zagato Roadster
- 2013: Porsche Carrera GTZ
- 2013: Aston Martin DBS Coupe Zagato Centennial
- 2013: Aston Martin DB9 Volante Zagato Centennial
- 2014: Aston Martin Virage Shooting Brake Zagato Centennial
- 2014: Lamborghini 5-95 Zagato
- 2015: Mostro powered by Maserati
- 2016: Aston Martin Vanquish Zagato
- 2016: MV Agusta F4Z
- 2017: Aston Martin Vanquish Zagato Volante
- 2017: IsoRivolta Vision Granturismo

### Años 2020
- 2020: Aston Martin DBS GT Zagato Centenary[9]
- 2020: IsoRivolta GTZ[10]

## Galería de imágenes de
|  |  |  |  |

|  |  |  |  |